# Turnix
Turnix là một chi chim trong họ Turnicidae.